# Thomas Strauß
Thomas Strauß (født 15. december 1953 i Vestberlin, Vesttyskland) er en tysk tidligere roer.
Strauß vandt bronze for Vesttyskland i toer uden styrmand ved OL 1976 i Montreal. Hans makker i båden var Peter van Roye. Den tyske båd blev i finalen besejret af Østtysklands Bernd og Jörg Landvoigt, der vandt guld, og af amerikanerne Calvin Coffey og Mike Staines der tog sølvmedaljerne.

## OL-medaljer
- 1976:  Bronze i toer uden styrmand